# 金命洙 (政治家)
金 命洙（キム・ミョンス、朝鮮語: 김명수、1906年1月21日 - 1986年10月12日または12月12日）は、日本、日本統治時代の朝鮮および大韓民国のジャーナリスト、政治家。面長、第2・5代韓国国会議員。
本貫は光山金氏、号は一初（イルチョ、일초）。日本名は金光 命洙。元国会事務処行政次長の金容鈞は息子。

## 経歴
慶尚南道陜川郡龍洲面出身。幼少期は近くで儒学を学び、13歳になると同志たちと陜川青年会を結成し、夜間公民学校の設置を要求した。公民学校でしばらく勉強した後、15歳に渡日し、漢文を教えながら早稲田中学校を卒業した。
卒業後は宇部日日新聞の記者・広告局長・編集局長として10年間過ごした後、釜山で実業新聞社を設立した。1936年から陜川金融組合長を約10年間務めたほか、国民会と青年団の幹部を務めた。その後は申翼煕・趙炳玉らと親交を深め、1950年の第2代総選挙と1960年の第5代総選挙で陜川郡乙選挙区と釜山東萊区選挙区からそれぞれ国会議員に当選し、1954年の第3代総選挙にも出馬した。国会議員在任中は朝鮮戦争期の国会国防分科委員と第5代国会の財経分科委員を務めた。民主党旧派同志会参加後、反独裁闘争の先鋒として活動した。
1986年10月12日（または12月12日）、釜山市東萊区寿安洞の自宅にて老衰または持病により死去。享年80。